# Gustavo González Doorman
Gustavo González Doorman es un ingeniero y empresario chileno, actual gerente general del Instituto de Seguridad del Trabajo (IST).
Se formó como ingeniero civil electrónico en la Universidad Técnica Federico Santa María de Valparaíso.
En 1981 se incorporó al holding Enersis, donde ocupó diversos cargos ejecutivos en el área informática, destacándose su paso por la filial Chilectra. En 1988 asumió como gerente de operaciones de Synapsis y en agosto de 1995 pasó a la gerencia general de la subsidiaria. En paralelo ejerció la presidencia de Synapsis Argentina.
En 1999 se integró a la Empresa de Obras Sanitarias de Valparaíso (Esval), cuyo control había sido adquirido por Enersis y la compañía inglesa Anglian Water a fines del año anterior, luego de su privatización. Permaneció en el cargo de gerente general hasta comienzos de 2011, periodo en el que se verificó la materialización de un vasto plan de inversiones, así como el doble cambio de controlador de la firma.
Desde mayo de 2011 ocupa el cargo de director general del  IST. Integraba el directorio de esta mutual desde el año 2000 en calidad de director empresarial titular.
Ha sido miembro del directorio de la Cámara Regional del Comercio y la Producción de Valparaíso.